# Hotel Riu Plaza Guadalajara
Le Riu Hotel est un gratte-ciel situé à Guadalajara au Mexique. Il a été construit en 2011 et s'élève à 204 mètres.
C'est le plus haut gratte-ciel de l'agglomération de Guadalajara.